# Jean Ier de Brederode
Jean Ier de Brederode (en néerl. Jan van Brederode) (Santpoort, v. 1372 - Azincourt, 25 octobre 1415) était seigneur de Brederode, grand noble féodal des comtes de Hollande et frère laïc.

## Biographie
Jean était un fils de Renaud Ier de Brederode et Jolanda van Gennep. À la mort de son père en 1390, Jean lui succéda comme septième seigneur de Brederode, car le frère aîné de Jean, Thierry (Dirk ou Diederik) avait opté pour la vie monastique. En conséquence, les droits d'héritage lui sont revenus au 1er janvier. En 1396, il marcha avec Albert Ier de Hainaut contre les Frisons de l'Ouest qui se révoltèrent contre la Hollande. Plus tard, en 1398, il est allé en pèlerinage en Irlande pour visiter le feu de Saint Patrick. Après ce voyage, Jean a investi beaucoup d'argent dans la fondation de chapelles et de monastères. En 1393, il s'est marié à Jeanne de Abcoude. Le mariage est resté sans enfant et tous deux ont décidé en 1402 d'entrer dans un monastère.
En tant que pasteur, il a transmis les droits d'héritage de Brederode, qui comprenaient en grande partie des dettes, à son jeune frère Valéran (Walraven). Jean entra au monastère du Mont-Saint-Jean-Baptiste à Zelem en tant que frère laïc avec l'intention de consacrer toute sa vie à Dieu. Des problèmes ont rapidement surgi lorsque son jeune frère Valéran a été capturé pendant le siège de Gorinchem et détenu pendant sept ans par le seigneur d'Arkel, Jean V d'Arkle. En conséquence, les dettes que Jean de Brederode avait contractées n'ont pu être honorées. Son héritage le plus important de cette période monastique est la traduction du français vers le néerlandais commun du Des coninx summe, une traduction considérée comme un texte littéraire très original, en langue courante du Moyen Âge, avec de nombreux mots du moyen néerlandais qui n'existent que dans cette traduction.
Guillaume de Abcoude (nl), le père de l'épouse de Jean, Johanna van Abcoude, est décédé le 23 mai 1407. Son frère Gijsbrecht était déjà mort deux ans plus tôt, de sorte que les titres de seigneur de Abcoude et de Wijk bij Duurstede appartenaient à l'enfant filleul des Van Abcoude, Jacob de Gaasbeek (nl). Brederode voulait cependant toujours revendiquer ces seigneuries et a quitté son habit de religieux au printemps 1409, mais avait besoin de sa femme pour légitimer sa demande. N'ayant pu parler à sa femme, il  assiège alors le monastère de Wijk bij Duurstede. L'évêque Frédéric de Blankenheim marcha contre lui avec son armée et le fit prisonnier pour le remettre à Jacob van Gaasbeek. Jean de Brederode resta en captivité jusqu'en 1412. Après sa libération, il se rendit en France avec l'intention de rejoindre l'armée anglaise qui était en guerre avec la France. Les Anglais le rejette à cause de son passé de moine défroqué. Il se présente alors au roi de France et entre à son service en tant que mercenaire pour 825 livres tournoi. Il trouve la mort du côté français à l'âge de quarante-quatre ans, lors de la bataille d'Azincourt.

## Sources
- Des coninx summe. Uitgegeven door D.C. Tinbergen (Leiden 1907), p.90 e.v.
- Willem Procurator, Kroniek (vertaald door Marijke Gumbert-Hepp; J.P. Gumbert (ed.)), Hilversum, Uitgeverij Verloren, 2001,  (ISBN 90-6550-662-4).

## Littérature
- Frits van Oostrom, aspiration Nobel. Het onwaarschijnlijke maar waargebeurde verhaal van ridder Jan van Brederode (L'histoire improbable mais vraie du chevalier Jean de Brederode). Amsterdam, Prométhée, 2017.